# Moviment del programari de codi obert
El moviment del programari de codi obert és un moviment que admet l'ús de llicències de codi obert per a alguns o tot el programari, com a part de la noció més àmplia de col·laboració oberta. El moviment de codi obert es va iniciar per difondre el concepte/idea de programari de codi obert.
Els programadors que donen suport a la filosofia del moviment de codi obert contribueixen a la comunitat de codi obert escrivint i intercanviant voluntàriament codi de programació per al desenvolupament de programari. El terme "codi obert" requereix que ningú pugui discriminar un grup en no compartir el codi editat ni impedir que altres editin el seu treball ja editat. Aquest enfocament del desenvolupament de programari permet a qualsevol persona obtenir i modificar codi de codi obert. Aquestes modificacions es distribueixen als desenvolupadors de la comunitat de codi obert de persones que treballen amb el programari. D'aquesta manera, es revelen les identitats de totes les persones que participen en la modificació del codi i es documenta la transformació del codi al llarg del temps. Aquest mètode dificulta establir la propietat d'un fragment de codi en particular, però s'ajusta a la filosofia del moviment de codi obert. Aquests objectius promouen la producció de programes d'alta qualitat, així com el treball cooperatiu amb altres persones amb idees similars per millorar la tecnologia de codi obert.
L'etiqueta "codi obert" va ser creada i adoptada per un grup de persones del moviment del programari lliure en una sessió d'estratègia celebrada a Palo Alto, Califòrnia, com a reacció a l'anunci de Netscape de gener de 1998 d'un llançament de codi font per a Navegador. Una de les raons darrere de l'ús del terme va ser que "l'avantatge d'utilitzar el terme de codi obert és que el món empresarial normalment intenta evitar que les tecnologies lliures s'instal·lin". Les persones que van adoptar el terme van aprofitar l'oportunitat abans del llançament del codi font de Navigator per alliberar-se de les connotacions ideològiques i de confrontació del terme "programari lliure". Més tard, el febrer de 1998, Bruce Perens i Eric S. Raymond van fundar una organització anomenada Open Source Initiative (OSI) "com a organització educativa, de defensa i custòdia en un moment cúspide de la història d'aquesta cultura".